# Стјепан Санковски
 Стјепан Андрејевич Санковски  (рус. Степан Андреевич Санковский; Феодосија, — Феодосија , 9. март 1818) је био државни савјетник Руске Империје и специјални представник Руског цара Александра за разговоре ca Петаром I Петровићем Његошом.

## Дипломатска мисија
Стјепан Андрејевич Санковски 1805 године стиже у Црну Гору са задатком да проучи тамошње прилике, ојача руски утицај, утврди бројно стање Срба и Турака и припреми војне снаге за Наполеоново искрцавање на јадранску обалу у планираној поморском експедицији адмирала Дмитрија Сењавина.

### Дипломатски извјештај из Херцеговине 1805
Петар I разрађује план заједно са Санковским о усклађеном дејству pуско- црногорско- бокељско xерцеговачких трупа у Херцеговини. Навео је поред осталог да у Херцеговини има 8.800 хришћанских кућа, од чега 880 у сједишту Херцеговачког паше Пљеваљском кадилуку.
Процјењено је да Херцеговачки Срби могу дати око 20.000 људи под оружјем,а да Турци имају под оружјем 6.850 војника. Бројчано стање пописано је у : Мостару 1500, Требињу 1000, Стоцу 1000, Клобуку 500, Никшићу 900, Колашину 800, и нешто мање у другим утврђењима.
Представници Срба Пљеваљског и Никшићког кадилука посјетили су Санковског с молбом да их Русија неизоставно узме под своје покровитељство.

### Извештаји о војним операцијама у Херцеговини
У току зимских операција 1807 на Херцеговачком ратишту,не карактеристично за Стјепана Андрејевича Санковског направљене cу грешаке и лош прорачун који су довели до неуспјеха операције,огромних губитака и хватања 60 руских војника.

## Даља каријера
Стјепан Андрејевич Санковски од 1810 налази се на дипломатској служби руске амбасаде у Паризу,а затим у Канцеларији за иностране послове. Од 26. децембра 1816 до смрти Санковски је био градоначелник Феодосије .

## Одликовања
За дипломатски рад и службу додијељени су му ордени Орден Светог Владимира,трећи степен и орден Свете Ане други степен .